# Raión de Stepanavan
El raión de Stepanaván es uno de los cinco raiones que forman la provincia armenia de Lorri. Se encuentra en el centro-oeste de la provincia, con una población a fecha de 12 de octubre de 2011 de 28 242 habitantes.
Está formado por las siguientes localidades:
- Agarak 1155
- Amrakits 522
- Armanis 357
- Bovadzor 231
- Gargar 1478
- Gyulagarak 1870
- Hobardzi 736
- Hovnanadzor 83
- Katnaghbyur 767
- Koghes 381
- Kurtan 2117
- Lejan 837
- Lori Berd 405
- Pushkino 339
- Stepanaván 13 086
- Sverdlov 1,033
- Urasar 347
- Urut 1020
- Vardablur 1245
- Yaghdan 233[1]